# 湖巌賞
湖巌賞（ホアムしょう）は、韓国の学術賞。

## 概要
学術、芸術と人類の福祉増進に顕著な貢献をした国内外の韓民族を表彰するために、1990年サムスングループ会長李健熙が創業者の李秉喆の雅号「湖巌（ホアム）」にちなんで創設した。受賞者には賞状と純金のメダル、賞金3億ウォンがそれぞれ授与される。

## 分野
- 湖巌賞科学部門
- 湖巌賞工学部門
- 湖巌賞医学部門
- 湖巌賞芸術部門
- 湖巌賞社会奉仕部門

この他、湖巌賞マスコミュニケーション部門が1991年から1996年まで施賞されていた。2010年には特別賞がノーベル財団に対して授与された。